# Нерест

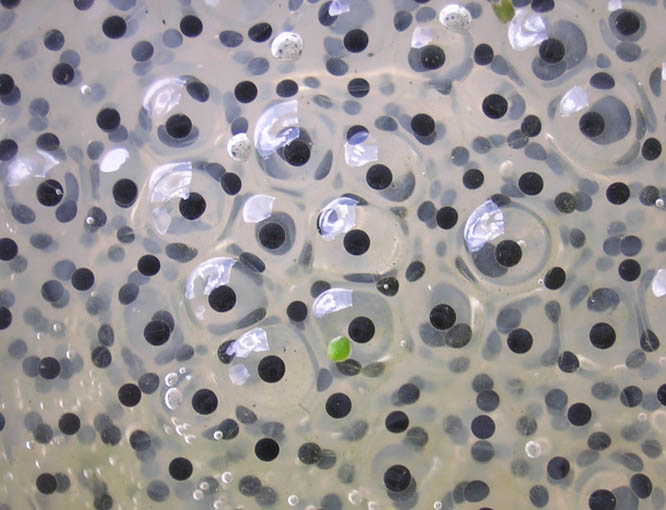
Ікра жаб

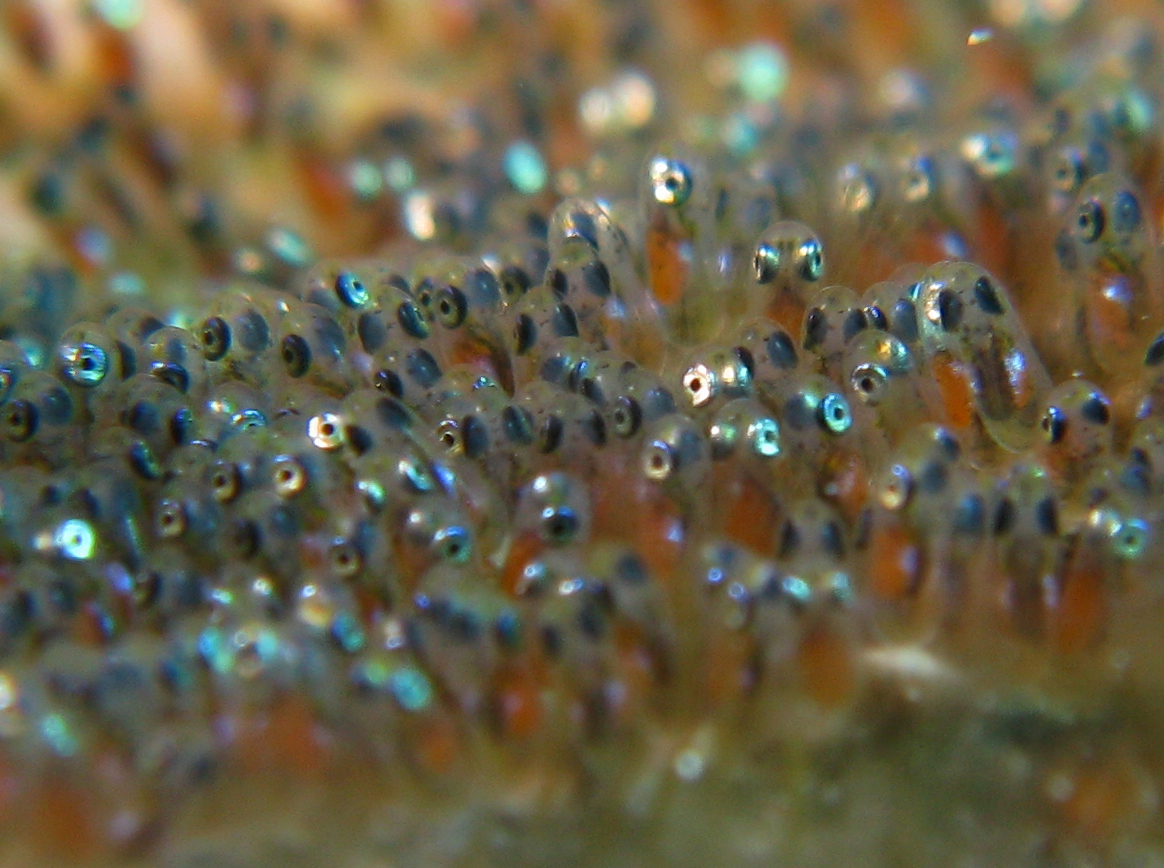
Ікра риб-клоунів. Видно очі личинок (чорні цятки).

Не́рест — процес відкладання ікри (яєць) самицями з подальшим заплідненням їх сім'ям (молочками) самців у первинноводних хребетних — риб і земноводних. Зазвичай відбувається в певних місцях (на нерестовищах). У багатьох риб під час нересту з'являється шлюбне забарвлення. Деякі риби (прохідні) для нересту йдуть з моря в річки (лососеві, осетрові) або з річок у моря (прісноводний вугор). Порушення нерестовищ унаслідок забруднень, будівництва ГЕС тощо призвело до скорочення чисельності багатьох, зокрема цінних, видів риб.

## Сезон нересту
Під час нересту може заборонятися риболовля.